# Thinking Out Loud
〈Thinking Out Loud〉는 영국의 싱어송라이터 에드 시런의 두 번째 스튜디오 음반 《x》 (2014년)에 녹음된 곡이다. 시런과 에이미 워지가 작사, 작곡을 하고, 자주 협력하는 제이크 고슬링이 프로듀싱했다. 2014년 9월 24일 미국에서 이 음반의 세 번째 싱글로 발매되었다.
영국에서, 이 곡은 2014년 11월 초 1위로 정점을 찍기 전까지 19주 동안 40위 안에 들었고, 이 곡은 시런의 두 번째 1위 싱글이 되었다. 이 싱글은 호주, 아일랜드, 뉴질랜드, 덴마크, 네덜란드, 슬로바키아, 남아프리카 공화국에서도 1위를 차지했으며, 미국 빌보드 핫 100과 캐나디안 핫 100에서 모두 2위를 차지했다. 2017년 〈Shape of You〉가 두 나라 차트에서 1위를 차지하기 전까지 시런의 북미 최고 차트 싱글이었다.
2015년 6월, 〈Thinking Out Loud〉는 영국 톱 40에서 1년을 보낸 첫 번째 싱글이 되었다. 2015년 9월에는 21세기 동안 영국에서 트리플 플래티넘 인증을 획득한 일곱 번째 싱글이 되었다. 2015년 10월, 이 곡은 스포티파이에서 5억 번 이상 스트리밍된 최초의 곡이 되었고, 영국에서 가장 많이 스트리밍된 곡 중 하나이며, 2022년 4월 현재 유튜브에서 34억 번 이상 조회되었다.
〈Thinking Out Loud〉는 제58회 그래미 어워드에서 올해의 레코드상, 올해의 노래상, 그리고 최고의 팝 솔로 퍼포먼스상 후보에 오르며 두 개의 상을 수상했다.

## 배경
시런은 웨일스에 기반을 둔 싱어송라이터 에이미 워지와 함께 〈Thinking Out Loud〉를 썼다. 그는 17살 때 워지를 만났고 그 이후로 그들은 여러 곡을 함께 작곡했다. 이 중 5곡은 2010년 4월 4일 시런이 독자적으로 발매한 EP 《Songs I Write with Amy》를 작곡했다. 워지는 또한 시런의 데뷔 음반인 《+》 (2011년)의 디럭스 버전의 트랙인 〈Gold Rush〉를 공동 작사, 작곡했다.
2014년 2월, 워지는 "오싹한 시간"을 위해 시런의 집을 방문했다. 그 무렵 시런의 두 번째 스튜디오 음반인 《×》는 거의 완성되었다. 워지는 그녀의 방문이 작곡 세션이 아니었다고 밝혔다. 시런이 샤워를 하는 동안 워지는 기타로 몇 개의 코드를 연주했다. 그 노래는 시런의 주의를 끌었고 그는 아래층으로 뛰어 내려갔다. 시런은 곡조를 연주하자고 제안했지만, 저녁을 먹고 집에 돌아온 후에야 작업이 시작되었다. 그 멜로디는 단순한 리프에서 발전했다. 시런에 따르면, 그는 밴 모리슨을 언급하며 "매우 밴과 같은" 방식으로 기타로 멜로디를 작곡했다. 이 아일랜드 음악가는 어린 시절부터 시런에게 영감을 주었고, 시런은 이 노래를 작곡할 때 그 분위기를 포착하고 싶었다.
부엌에서 시런과 워지는 2014년 2월 4일 새벽 2시에 곡을 쓰기 시작했고, 20분 만에 완성했다. 워지에 따르면, 서정적인 내용은 그녀와 시런이 "영원한 사랑"에 대해 이야기한 것에서 비롯되었다고 한다. 시런은 또한 이 가사가 시런이 2014년 초에 만났던 당시 여자친구 아티나 안드렐로스로부터 영감을 받았다고 밝혔다. 시런은 나중에 이 곡을 "정말, 정말 행복한 시점에서" 썼다고 설명했다. 작사를 쓴 직후, 시런은 그의 휴대폰으로 그 노래를 녹음했다. 그는 두 번째 음반에 〈Thinking Out Loud〉를 포함하기를 열망했다. 그는 다음날 윈들샴의 작은 서리주 마을에 위치한 녹음 시설인 스티키 스튜디오에서 이 노래를 제대로 녹음했고, 워지에게 음반에 포함되었음을 알렸다. 이 곡은 이 음반을 위해 녹음된 마지막 곡이 되었다. 〈Thinking Out Loud〉에서 시런은 그의 데뷔 음반의 많은 부분을 프로듀싱하고 이전에 기여했던 트랙을 가진 제이크 고슬링의 도움을 구했고, 그 중 4개는 두 번째 음반의 표준 버전에 등장했다.

## 차트 성과
〈Thinking Out Loud〉는 유럽, 오세아니아 및 남아프리카 공화국의 여러 차트에서 1위를 차지했으며, 북미의 여러 다른 국가에서 10위 안에 들었다. 이 음반이 발매되자마자, 이 싱글은 영국 싱글 차트에서 26위로 데뷔했다. 2014년 11월 2일, 〈Thinking Out Loud〉는 영국 싱글 차트에서 19주째 톱 40에서 1위를 차지했고, 시런의 두 번째 영국 1위이자 1위로 가장 긴 상승 기록을 깼다. 2015년 6월 27일까지 한 주 동안 40위권 안에 52주(또는 1년) 연속 진입했다. 같은 시기에, 이 싱글은 총 165만 장의 판매량과 스트림을 축적했다. 이 싱글은 영국에서 1억 6100만 장이 팔린 싱글 중 하나이자 2010년대 26번째로 많이 팔린 싱글 중 하나가 되었다. 2015년 9월 18일, 영국 축음기 협회는 총 1,800,000장의 판매량(스트리밍 포인트 포함)에 대해 싱글 트리플 플래티넘을 인증했다. 2017년 9월 현재, 이 곡은 1,219,000장이 팔렸고, 1억 3천만 개의 스트림과 함께 영국에서 총 2,521,000장이 팔렸다. 2021년 2월, 인증은 6배 플래티넘으로 업그레이드되었으며, 이는 3,600,000개 이상의 매출과 스트림을 의미한다.
미국에서, 〈Thinking Out Loud〉는 빌보드 핫 100에서 2위로 정점을 찍었다. 이 싱글은 2017년 〈Shape of You〉가 발매되기 전까지 시런의 가장 높은 차트 싱글이 되었다. 그것은 2004년에 마지막으로 열렸던 차트 위업인 8주 연속 준우승 자리를 지켰다. 〈Thinking Out Loud〉는 〈Uptown Funk〉에 의해 1위를 유지했지만, 2015년 2월 빌보드 디지털 송에서 1주 동안 후자의 노래를 능가했다. 다른 특정 미국 차트에서는 2015년 2월 21일에 끝나는 주간 빌보드 어덜트 팝송에서 1위에 오르며 시런의 첫 번째 기록을 세웠다. 2015년 3월 21일에 끝난 한 주 동안, 〈Thinking Out Loud〉는 빌보드 팝송, 어덜트 팝송, 어덜트 컨템포러리 차트에서 1위를 차지했고, 세 개의 어덜트 차트를 동시에 이끈 역사상 네 번째 곡이 되었다. 구글 플레이 5주년을 기념하여, 구글은 〈Thinking Out Loud〉를 플랫폼에서 가장 많이 팔리는 곡으로 발표했다. 〈Thinking Out Loud〉는 시런이 미국에서 가장 많이 팔린 곡으로, 2017년 9월 현재 5,622,000장이 판매되었다.

## 뮤직 비디오

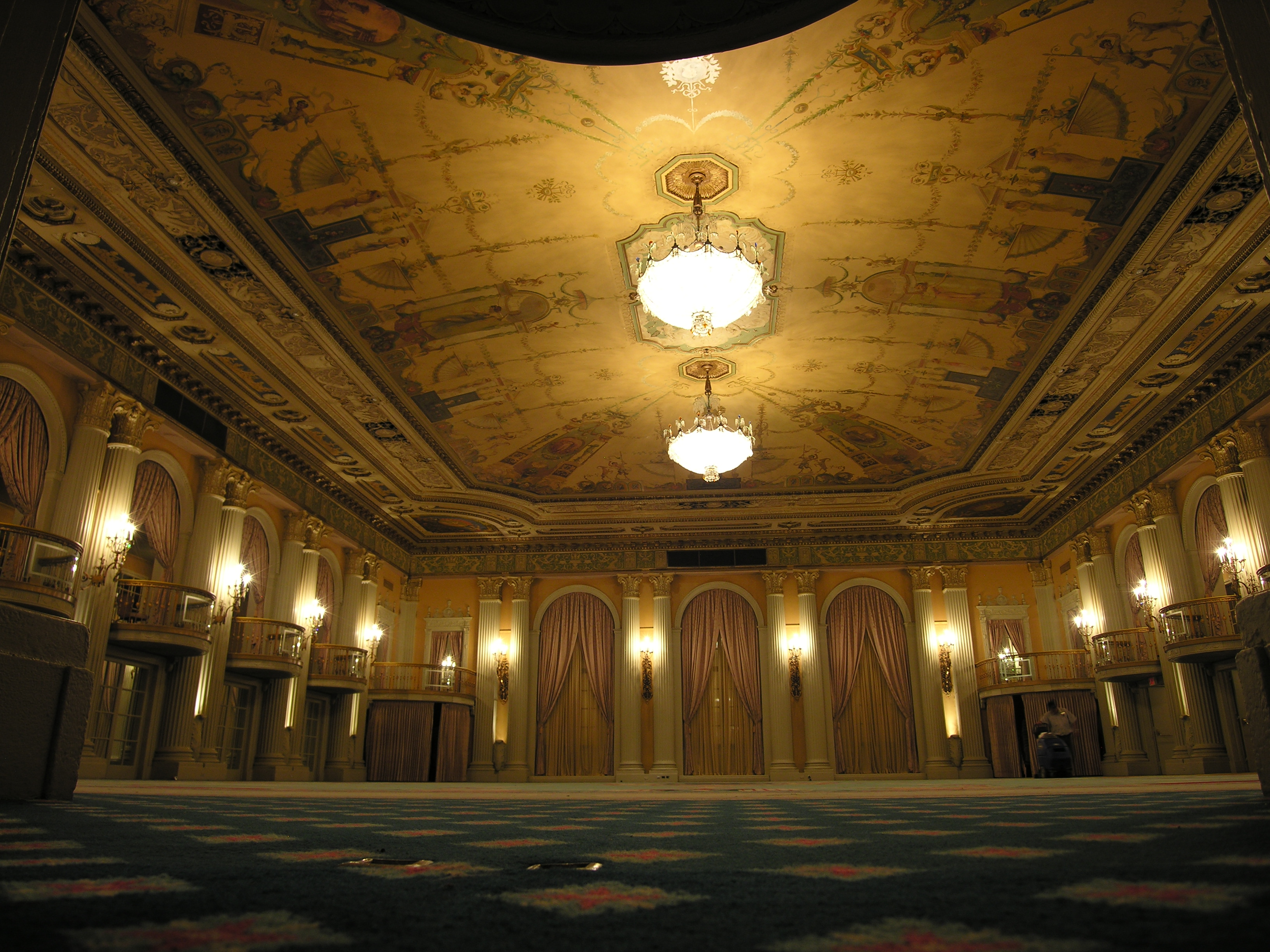
비디오의 촬영은 로스앤젤레스의 빌트모어 호텔의 크리스탈 볼룸에서 이루어졌다.

에밀 나바는 그 싱글에 비디오 반주를 지휘했다. 이 뮤직 비디오의 대부분은 캘리포니아주 로스앤젤레스의 밀레니엄 빌트모어 호텔의 크리스탈 볼룸에서 촬영되었다. 그 비디오는 16mm 필름 카메라를 사용하여 연속적으로 촬영되었다.
그가 낮은 인지도를 가지고 있었던 시런의 초기 비디오들과 달리, 그는 〈Thinking Out Loud〉에서 주연을 맡았다. 비디오에서 시런은 TV로 방영되는 미국 댄스 경연 대회인 《유 캔 댄스》의 참가자 브리트니 체리와 함께 현대 춤을 실행했다. 그 루틴은 내피탭스에 의해 안무되었고 폴 카르미리안의 훈련 도움으로 만들어졌다. 콘서트 투어를 하는 동안, 시런은 체리와 함께 연습하기 위해 3주 동안 하루에 5시간을 보냈다.
이 비디오는 2014년 10월 7일에 공개되었다. 처음 24시간 후, 비디오 공유 웹사이트인 유튜브에서 270만 건 이상의 조회수를 기록했다. 2022년 1월 기준으로 34억 뷰를 기록하여 사이트에서 17번째로 많이 조회된 비디오가 되었다. 뮤직 비디오는 2015 MTV 비디오 뮤직 어워드에서 올해의 비디오와 최고의 남성 비디오를 포함하여 4개의 후보에 올랐다.

## 곡 목록
| - 7인치 바이닐 1. "Thinking Out Loud" 2. "I'm a Mess" (Live from Lightship 95) - CD 싱글 1. "Thinking Out Loud" 2. "I'm a Mess" (Live from Lightship 95) - 디지털 다운로드 (리믹스) 1. "Thinking Out Loud" (Alex Adair Remix) –3:02 | - EP (호주 독점 판매점) 1. "Thinking Out Loud" 2. "Don't" (Sable Remix) 3. "Sing" (Trippy Turtle Remix) 4. "Thinking Out Loud" (Alex Adair Remix) 5. "Don't" (X Ambassadors Remix) 6. "Sing" (Syn Cole Remix) |

## 인증
| 국가                                                                                          | 인증          | 판매량/출하량 |
| --------------------------------------------------------------------------------------------- | ------------- | ------------- |
| 오스트레일리아 (ARIA)                                                                         | 13× 플래티넘  | 910,000       |
| 오스트리아 (IFPI 오스트리아)                                                                  | 플래티넘      | 30,000*       |
| 벨기에 (BEA)                                                                                  | 2× 플래티넘   | 40,000        |
| 캐나다 (뮤직 캐나다)                                                                          | 다이아몬드    | 800,000       |
| 덴마크 (IFPI Danmark)                                                                         | 5× 플래티넘   | 450,000       |
| 프랑스 (SNEP)                                                                                 | 골드          | 75,000*       |
| 독일 (BVMI)                                                                                   | 3× 골드       | 600,000       |
| 이탈리아 (FIMI)                                                                               | 7× 플래티넘   | 350,000       |
| 멕시코 (AMPROFON)                                                                             | 플래티넘+골드 | 90,000*       |
| 뉴질랜드 (RMNZ)                                                                               | 6× 플래티넘   | 90,000*       |
| 포르투갈 (AFP)                                                                                | 2× 플래티넘   | 40,000        |
| 스페인 (PROMUSICAE)                                                                           | 4× 플래티넘   | 160,000       |
| 스웨덴 (GLF)                                                                                  | 플래티넘      | 40,000        |
| 스위스 (IFPI 스위스)                                                                          | 플래티넘      | 30,000        |
| 영국 (BPI)                                                                                    | 6× 플래티넘   | 3,700,000     |
| 미국 (RIAA)                                                                                   | 12× 플래티넘  | 12,000,000    |
| 요약                                                                                          |               |               |
| 덴마크 (IFPI Danmark)                                                                         | 골드          | 1,300,000     |
| 일본 (RIAJ)                                                                                   | 실버          | 30,000,000    |
| *판매량을 기반으로 한 인증 · 판매량+스트리밍을 기반으로 한 인증 · 스트리밍을 기반으로 한 인증 |               |               |